# Gianbecchina
Gianbecchina, nome d'arte di Giovanni Becchina (Sambuca di Sicilia, 2 agosto 1909 – Sambuca di Sicilia, 14 luglio 2001), è stato un pittore italiano.

## Biografia
Ricevette i primi rudimenti di tecnica pittorica da un decoratore che lo assunse come garzone per dipingere le volte delle case patrizie di Sambuca di Sicilia. Dopo aver frequentato l'Accademia di Belle Arti di Palermo, negli anni trenta si unì al gruppo di artisti d'avanguardia con Renato Guttuso, Giovanni Barbera, Lia Pasqualino Noto e Nino Franchina, condividendone le idee anticonformiste. Nel 1938 espose alla XXI Biennale d'Arte Contemporanea di Venezia. Sempre in questi anni a Milano, conobbe Beniamino Joppolo; punto di riferimento di molti artisti "emigrati" siciliani come Birolli, Migneco, Quasimodo, Raffaele De Grada, Arnaldo Badodi, gli artisti che diedero vita a "Corrente", e collabora come illustratore alle strisce de "Le avventure del Signor Bonaventura" per "Il Corriere dei Piccoli".
Nel 1954 partecipa con La zolfara alla Biennale di Venezia e vince il premio "Bevilacqua-La Masa".
Negli anni a seguire, le mostre e le esposizioni in tutta Italia ed all'estero, i grandi eventi di Gianbecchina si susseguono in un crescendo che lo porteranno ad importanti riconoscimenti pubblici. Assieme all'intensa attività pittorica si affianca un'importante produzione di grafica d'arte, incisioni, acqueforti, litografie, serigrafie. Memorabili sono quelle dedicate al "Ciclo del pane", una serie di serigrafie, che si rifacevano alle grandi tele, stampate a Palermo da Patrizio De Lollis. Le sue opere si trovano presso gallerie e collezioni pubbliche e private. Nel settembre 1997 si fonda l'"Istituzione Giambecchina" diretta dal figlio Alessandro.

## Opere
- 1988, Crocifissione e Risurrezione, olio su tela, opere custodite nel duomo santuario di Maria Santissima delle Grazie di Alia.